# Rafinare
Rafinarea este un proces de purificare a unor substanțe gazoase, lichide, solide sau a formei lor de prezentare. Termenul de rafinare este frecvent legat de produsele-materii prime. Scopul rafinării este cel mai adesea îmbunătățirea calității, dar se pot obține și noi derivate prin acest procedeu.

## Domenii de rafinare și produse
- În metalurgie se produc (prin băi de electroliză) metale cu un mare grad de puritate, de exemplu cupru, plumb, etc. În electronică, utilizarea materialelor semiconductoare este nemijlocit legată de gradul de puritate al lor, care este permanent minuțios controlat.
- În industria alimentară există rafinării de zahăr, care extrag zahărul din sucul dulceag (seva) conținut în sfecla de zahăr sau trestia de zahăr.
- Sarea de alimentație se curăță de impurități
- Uleiul comestibil se rafinează după extragere pentru a i se înlătura impuritățile conținute
- Rafinăriile din industria petrolului extrag din țiței (petrol brut) derivatele sale, în așa-zisele turnuri sau coloane de fracționare, prin procese de distilare fracționată. Pentru aceasta, petrolul brut este mai întâi încălzit la o temperatură de peste 300 °C, după care, introdus fiind în turnurile de fracționare, din gazele de petrol născute, ce au o mișcare ascendentă, se separă treptat derivatele (numite fracțiuni) petroliere.

## Derivate petroliere
1. propan (sub formă gazoasă)
2. benzină de avion (kerozină, kerosen)
3. benzină de autovehicule
4. Diesel-combustibil (motorină)
5. petrol industrial (petrol lampant, petrol de încălzit)
6. uleiuri industriale pentru mașini
7. uleiuri medicinale
8. păcură (combustibil pentru centrale termice)
9. reziduuri de rafinare (smoală) folosită industrial pentru producerea de asfalturi (și produse asfaltate)

## Rafinarea plumbului
Procedeul se folosește pentru a obține plumb curat. Ca materie primă minerală este folosit (frecvent) minereul numit galenit, o sulfură de plumb. Minereul se macină mai întâi, și se transformă prin prăjire (coacere) în oxid de plumb. Acesta se topește în sobe cu flacără pentru a putea fi turnat sub formă de plăci. Aceste plăci turnate se introduc ca anozi într-o baie electrolitică unde catodul este constituit din plumb pur. Prin procesul de electroliză, ionii pozitivi de plumb se deplasează de la anod (anozi) la catod, unde treptat se adună (acumulează) mai mult plumb. La anod rămâne în final un rest păstos de minereu care poate conține încă argint și aur.